# Макдугалл, Льюис
Льюис Джон Мойр Макдугалл (англ. Lewis John Moir MacDougall; 5 июня 2002 года, Эдинбург) —  шотландский киноактёр. Известен по ролям в фильмах «Пэн: Путешествие в Нетландию» и «Голос монстра».

## Биография
Родился в семье банкира. Детство Льюиса  прошло в Кингсноу, юго-западном пригороде Эдинбурга.   Его мать умерла в 2013 году, незадолго до начала съёмок «Голоса монстра», от рассеянного склероза.
Занимался в драматическом кружке и в театральной студии, специализировавшейся на импровизационных постановках. Дебютировал в кино в фильме «Пэн: Путешествие в Нетландию», где пробовался  на роль Питера Пэна, но в итоге сыграл Ниба.
9 сентября 2016 года на кинофестивале в Торонто состоялась премьера фэнтези-драмы Хуана Антонио Байоны «Голос монстра», где Макдугалл исполнил главную роль.
Он любит играть с друзьями в футбол и на  Xbox. Увлекается гольфом.

## Фильмография

### Фильмография
| Year | Title                        | Role          | Notes            |
| ---- | ---------------------------- | ------------- | ---------------- |
| 2015 | Пэн: Путешествие в Нетландию | Нибс          |                  |
| 2016 | Голос монстра                | Конор О'Мэлли |                  |
| 2018 | Границы                      | Генри         |                  |
| 2018 | Чрево кита                   | Джоуи Муди    |                  |
| 2020 | Мультиплекс                  | Льюис         | короткометражный |

### Телевидение
| Year | Title         | Role   | Notes               |
| ---- | ------------- | ------ | ------------------- |
| 2020 | Тёмные начала | Туллио | 2 сезон (3 эпизода) |

## Награды и номинации
| Год  | Премия                                        | Категория                                       | Фильм         | Результат | Примечания |
| ---- | --------------------------------------------- | ----------------------------------------------- | ------------- | --------- | ---------- |
| 2016 | Evening Standard British Film Awards          | Прорыв года                                     | Голос монстра | Номинация | [ 3 ]      |
| 2016 | Washington D.C. Area Film Critics Association | Лучший молодой актёр                            | Голос монстра | Номинация | [ 4 ]      |
| 2016 | Critics’ Choice Movie Awards                  | Лучший молодой актёр                            | Голос монстра | Номинация | [ 5 ]      |
| 2016 | London Critics Circle Film Awards             | Лучший молодой британский/ирландский актёр года | Голос монстра | Победа    | [ 6 ]      |
| 2016 | Phoenix Film Critics Society Awards           | Прорыв / Лучший молодой актёр                   | Голос монстра | Номинация | [ 7 ]      |
| 2016 | Las Vegas Film Critics Society                | Молодёжь в кино                                 | Голос монстра | Номинация | [ 8 ]      |
| 2017 | Premios Feroz                                 | Лучшая мужская роль                             | Голос монстра | Номинация | [ 9 ]      |
| 2017 | Empire Award                                  | Лучший новичок среди мужчин                     | Голос монстра | Номинация | [ 10 ]     |
| 2017 | Сатурн                                        | Лучший молодой актёр                            | Голос монстра | Номинация | [ 11 ]     |
| 2017 | Online Film & Television Association          | Лучший молодой актёр                            | Голос монстра | Номинация | [ 12 ]     |
| 2017 | Young Scot Awards                             | Entertainment Award                             | Голос монстра | Победа    | [ 13 ]     |
| 2017 | South Bank Sky Arts Award                     | Times Breakthrough Award                        | Голос монстра | Номинация | [ 14 ]     |